# Radzyń Podlaski
Radzyń Podlaski là một thị trấn thuộc huyện Radzyński, tỉnh Lubelskie ở đông-nam Ba Lan. Thị trấn có diện tích 19 km². Đến ngày 1 tháng 1 năm 2011, dân số của thị trấn là 16017 người và mật độ 829 người/km².